# Estaís
Estaís és un poble del terme municipal d'Espot, a la comarca del Pallars Sobirà.
Fou municipi independent des de la constitució dels ajuntaments a ran de la Constitució de Cadis (1812) fins a la promulgació de la llei que posava el llindar de 30 veïns (cap de casa) com a límit per poder mantenir l'ajuntament independent. En no arribar-hi, el 1847 fou unit a Espot.
El poble té l'església parroquial de Sant Esteve, actualment sense rector propi, regida des de la parròquia de Sant Vicenç d'Esterri d'Àneu. En el poble hi ha també la capella particular de la Immaculada de Casa Mossèn Joan, una de les cases notables d'Estaís. A migdia del poble, a uns 400 metres al sud-est, hi ha les restes del Castellot d'Estaís i, a ponent del castellot, les de l'ermita de la Santa Creu, de la qual pràcticament només queda el topònim.
Prop de la Noguera Pallaresa hi ha el nucli de bordes conegut com les Bordes d'Estaís.

## Etimologia
Segons Joan Coromines, Estaís és un dels molts topònims pirinencs d'origen basc. Hi ha com a primer component l'ètim basc esto (tanca, pleta), amb el sufix -ís també bascoide, presenta en altres topònims pirinencs, de significat incert. Per tant, el significat del poble és un derivat del concepte tanca o pleta.

## Geografia

### El poble d'Estaís

#### Les cases del poble[2]
| - Casa Agustinet - Casa Antequera - Casa Bolquer | - Casa Camadall - Casa Cinto - Casa Cortada | - Casa Fort - Casa Gerotina - Casa Jaime | - Casa Manuela - Casa Miquelot - Casa Mossèn Joan | - Casa Poblador - La Rectoria |

## Història

### Edat moderna
En el fogatge del 1553, Stays declara 1 foc eclesiàstic i 4 de laics, uns 25 habitants.

### Edat contemporània
Pascual Madoz dedica un article del seu Diccionario geográfico... a Estanis. Hi diu que és una localitat amb ajuntament situada en el vessant d'una muntanya, a la Vall d'Àneu. La combaten els vents de l'est, del nord i del sud i el clima fred produeix pulmonies i reumes. Tenia en aquell 10 cases i l'església parroquial de Sant Esteve, servida per un rector fill de la Vall d'Àneu, proveït pel rei vuit mesos l'any. La terra és muntanyosa, pedregosa, trencada i fluixa, en general de qualitat inferior, amb algunes muntanyes de les més altes de Catalunya, amb boscos de pins, avets, alzines i roures i altres despoblades. S'hi collia blat, sègol, ordi, patates, llegums, hortalisses i pastures abundants. S'hi criava bestiar vacum, de llana, porcs, mules i cavalls, i hi havia caça de llebres, perdius i aus de pas. Comptava amb 14 veïns (caps de casa) i 83 ànimes (habitants).